# The Best of The Wailers
The Best of The Wailers è il quarto album in studio del gruppo musicale giamaicano The Wailers, di cui faceva parte anche Bob Marley, sotto etichetta Beverley's. Anche se il titolo dell'album può confondere non è una compilation.

## Tracce

### Lato A
1. Soul Shake Down Party - (Marley)
2. Stop That Train - (Tosh)
3. Caution - (Marley)
4. Soul Captives  - (Marley)
5. Go Tell It on the Mountain - (Tosh)

### Lato B
1. Can't You See - (Tosh)
2. Soon Come - (Tosh)
3. Cheer Up - (Marley)
4. Back Out - (Marley/Livingston)
5. Do It Twice  - (Marley)

## Formazione
- Lloyd Knibbs - batteria
- Lloyd Brevett - basso
- Bob Marley - voce e chitarra
- Peter Tosh - voce
- Bunny Wailer - cori
- Jerome "Jah Jerry" Haines - chitarra
- Lyn Taitt - chitarra
- Jackie Mittoo - tastiera
- Roland Alphonso - sassofono
- Tommy Mc Cook - sassofono
- Lester Sterling - sassofono
- Dennis "Ska" Campbell - sassofono
- Don Drummond - trombone
- Johnny "Dizzy" Moore - tromba